# Hermann Rothe
Hermann Rothe (Viena, 28 de dezembro de 1882 — Viena, 18 de dezembro de 1923) foi um matemático austríaco.
Rothe estudou na Universidade de Viena e na Universidade de Göttingen. Doutorado em engenharia na Universidade de Viena, em 1909. Foi então assistente na Universidade Técnica de Viena, onde obteve a habilitação, em 1910. Casou em 1913, iniciando a lecionar matemática na Universidade Técnica de Viena como professor extraordinário, e a partir de 1920 como professor ordinário. Faleceu em 1923 após longa enfermidade..
Rothe é conhecido por sua colaboração (1910–1912) com Philipp Frank sobre a Relatividade restrita. Baseado na teoria dos grupos, eles tentaram obter a transformação de Lorentz sem os postulados da constância da velocidade da luz.
Além do mais, Rothe trabalhou — fora de sua atividade de ensino — com problemas matemáticos similares à "Ausdehnungslehre" de Hermann Grassmann.

## Publicações
- Frank, P. & Rothe, H. (1911). «Über die Transformation der Raum-Zeitkoordinaten von ruhenden auf bewegte Systeme». Annalen der Physik. 34: 825–855
- Rothe, H. (1921). «Systeme geometrischer Analyse». Encyklopädie der mathematischen Wissenschaften mit Einschluss ihrer Anwendungen. 3.1